# Agustí Sancho Agustina
Agustí Sancho Agustina (Benlloc, Plana Alta, 18 de juliol de 1896 - Barcelona, 25 d'agost de 1960) va ser jugador i entrenador de futbol.

## Trajectòria
Nascut a Benlloc, d'infant es traslladà al barri de Sants de Barcelona, on jugà a diversos clubs del barri com a migcentre, Gladiator, TBH i Centre d'Esports Sants. Els seus majors èxits com a futbolista els visqué com a membre del planter del FC Barcelona de l'edat d'or, amb el qual es proclamà cinc cops campió d'Espanya i guanyà la medalla d'argent als Jocs d'Anvers el 1920. El 1922 tornà a Sants on defensà els colors de la recent fundada Unió Esportiva que li oferí un treball com a contractista de la construcció a l'Ajuntament, en el qual va continuar després de retirar-se del futbol. Una temporada més tard retornà al Barça. Un cop deixà el Barcelona el setembre de 1928 s'incorporà al CE Sabadell com a entrenador-jugador.

### Internacional
Agustí Sancho va formar part de la convocatòria de la selecció espanyola per a participar en el Jocs d'Anvers. Aquesta competició es considera la primera oficiosa en la va prendre part el combinat espanyol, pel que Agustí Sancho és el primer jugador nascut al País valencià que va disputar partits oficials internacionals. El seu debut va produir-se en el segon partit, el 29 d'agost de 1920 a l'Estadi Olímpic front a l'equip local. Malgrat perdre per 3-1, Espanya va guanyar la resta de partits i aconseguí la medalla d'argent. Sancho jugà dos partits més amb Espanya: contra Itàlia durant aquells mateixos Jocs i, tres anys després, en un amistós front a Portugal a Sevilla.

### Entrenador
L'estiu de 1922 Agustí Sancho era de vacances a Castelló mentre es fundava l'equip de futbol local: el CE Castelló. Com que el benlloquí era el futbolista més experimentat i representatiu de la província, se li va oferir diriguir els primers partits del nouvingut conjunt. L'any següent també va diriguir uns partits als València. Un cop ja retirat del futbol, va ser ajudant de Josep Planas en la direcció tècnica del FC Barcelona.

## Palmarès
- Campionat d'Espanya de futbol (5): 1919-20, 1921-22, 1924-25, 1925-26, 1927-28
- Campionat de Catalunya de futbol (9): 1918-19, 1919-20, 1920-21, 1921-22, 1923-24, 1924-25, 1925-26, 1926-27, 1927-28
- Copa de Campions (1): 1927-28
- Jocs Olímpics d'Estiu de 1920 a Anvers (Bèlgica): medalla de plata